# Pseudoalataspora umbraculiformis
Pseudoalataspora umbraculiformis is een microscopische parasiet uit de familie Alatasporidae. Pseudoalataspora umbraculiformis werd in 1984 beschreven door Gaevskaya & Kovaljova. 